# Giải bóng đá nữ Cúp Quốc gia 2025
Giải bóng đá nữ Cúp Quốc gia 2025 là giải bóng đá chỉ dành cho nữ được tổ chức lần thứ bảy của giải bóng đá nữ Cúp Quốc gia diễn ra từ ngày 25 tháng 3 đến ngày 7 tháng 4 năm 2025.. Cúp Quốc gia nữ 2025 diễn ra tại Trung tâm Đào tạo bóng đá trẻ Việt Nam.

## Vòng bảng

### Bảng A
| VT | Đội                   | ST | T | H | B | BT | BB | HS | Đ | Phân hạng    |
| -- | --------------------- | -- | - | - | - | -- | -- | -- | - | ------------ |
| 1  | Thành phố Hồ Chí Minh | 2  | 1 | 1 | 0 | 5  | 0  | +5 | 4 | Vòng bán kết |
| 2  | Thái Nguyên T&T       | 2  | 1 | 1 | 0 | 4  | 0  | +4 | 4 | Vòng bán kết |
| 3  | Sơn La                | 2  | 0 | 0 | 2 | 0  | 9  | −9 | 0 | Tranh hạng 5 |

| Thái Nguyên T&T                                                    | 4–0      | Sơn La |
| ------------------------------------------------------------------ | -------- | ------ |
| - Lê Hoài Luơng 74' - Nguyễn Thị Bích Thùy 78', 83' (ph.đ.), 90+2' | Chi tiết |        |

| Sơn La | 0–5      | Thành phố Hồ Chí Minh                                                                                         |
| ------ | -------- | --- |
|        | Chi tiết | - Nguyễn Thị Tâm 23' (l.n.) - Trần Thị Thùy Trang 68', 90+2' - Trần Nguyễn Bảo Châu 74' - Chelsea Lien Lê 79' |

| Thành phố Hồ Chí Minh | 0–0      | Thái Nguyên T&T |
| --------------------- | -------- | --------------- |
|                       | Chi tiết |                 |

### Bảng B
| VT | Đội                      | ST | T | H | B | BT | BB | HS | Đ | Phân hạng    |
| -- | ------------------------ | -- | - | - | - | -- | -- | -- | - | ------------ |
| 1  | Phong Phú Hà Nam         | 2  | 1 | 1 | 0 | 2  | 0  | +2 | 4 | Vòng bán kết |
| 2  | Than Khoáng Sản Việt Nam | 2  | 0 | 2 | 0 | 1  | 1  | 0  | 2 | Vòng bán kết |
| 3  | Hà Nội I                 | 2  | 0 | 1 | 1 | 1  | 3  | −2 | 1 | Tranh hạng 5 |

| Than Khoáng Sản Việt Nam | 0–0      | Phong Phú Hà Nam |
| ------------------------ | -------- | ---------------- |
|                          | Chi tiết |                  |

| Phong Phú Hà Nam                            | 2–0      | Hà Nội I |
| ------------------------------------------- | -------- | -------- |
| - Cao Thị Linh 4' - Ngân Thị Thanh Hiếu 43' | Chi tiết |          |

| Hà Nội I           | 1–1      | Than Khoáng Sản Việt Nam |
| ------------------ | -------- | ------------------------ |
| Đặng Thị Duyên 10' | Chi tiết | Nguyễn Thị Vạn 18'       |

## Tranh hạng 5
| Sơn La | 0–6      | Hà Nội I                                                                                           |
| ------ | -------- | -------------------------------------------------------------------------------------------------- |
|        | Chi tiết | - Biện Thị Hằng 5', 23' - Đặng Thanh Thảo 46', 86' - Đặng Thị Duyên 56' - Nguyễn Thị Thanh Nhã 70' |

## Vòng bán kết
| Thành phố Hồ Chí Minh I                                                           | 5–0      | Than Khoáng Sản Việt Nam |
| --------------------------------------------------------------------------------- | -------- | ------------------------ |
| - Chelsea Lien Lê 15' - Huỳnh Như 50', 57' - Trần Thị Thùy Trang 66' - K'Thủa 90' | Chi tiết |                          |

| Phong Phú Hà Nam          | 1–2      | Thái Nguyên T&T                                           |
| ------------------------- | -------- | --------------------------------------------------------- |
| Nguyễn Thị Tuyết Dung 18' | Chi tiết | - Ngọc Minh Chuyên 45+5' - Nguyễn Thị Hồng Huế 81' (l.n.) |

## Trang hạng 3
| Than Khoáng Sản Việt Nam | 0–0      | Phong Phú Hà Nam |
| --- | -------- | --- |
| | Chi tiết | |
| Loạt sút luân lưu |          | |
| - Nguyễn Thị Vạn - Trần Thu Xuân - Nguyễn Thị Hải Yến - Phan Thị Thu Thìn - Nguyễn Thị Thúy - Dương Thị Vân - Trần Thị Lan Mai | 4–5      | - Trần Thị Duyên - Vũ Thị Hoa - Nguyễn Phương Thảo - Trần Thị Lan Anh - Lê Hồng Yêu - Đào Thị Ngân - Ngân Thị Thanh Hiếu |

## Chung kết
| Thành phố Hồ Chí Minh I | 1–0      | Thái Nguyên T&T |
| ----------------------- | -------- | --------------- |
| Huỳnh Như 38' (ph.đ.)   | Chi tiết |                 |